# Борсуківська сільська рада (Балтський район)
Борсукі́вська сільська́ ра́да — колишня адміністративно-територіальна одиниця та орган місцевого самоврядування в Балтському районі Одеської області. Адміністративний центр — село Борсуки.

## Загальні відомості
- Територія ради: 26,1 км²
- Населення ради: 581 особа (станом на 2001 рік)
- Територією ради протікає річка Кодима

## Населені пункти
Сільській раді підпорядковані населені пункти:
- с. Борсуки

## Населення
Згідно з переписом 1989 року населення сільської ради становило 698 осіб, з яких 286 чоловіків та 412 жінок.
За переписом населення 2001 року в сільській раді мешкали 573 особи.

### Мова
Розподіл населення за рідною мовою за даними перепису 2001 року:
| Мова       | Відсоток |
| ---------- | -------- |
| українська | 95,01 %  |
| російська  | 2,93 %   |
| молдовська | 1,89 %   |
| болгарська | 0,17 %   |

## Склад ради
Рада складається з 12 депутатів та голови.
- Голова ради: Тисячна Людмила Анатоліївна
- Секретар ради: Тисячна Жанна Володимирівна

### Керівний склад попередніх скликань
| Прізвище, ім'я, по батькові | Основні відомості                                                         | Дата обрання | Дата звільнення |
| --------------------------- | ------------------------------------------------------------------------- | ------------ | --------------- |
| Меланич Борис Фомич         | Сільський голова, 1950 року народження, безпартійний                      | 26.03.2006   | 31.10.2010      |
| Тисячна Людмила Анатоліївна | Сільський голова, 1958 року народження, освіта вища, член Партії регіонів | 31.10.2010   |                 |

Примітка: таблиця складена за даними сайту Верховної Ради України

### Депутати
За результатами місцевих виборів 2010 року депутатами ради стали:

#### За суб'єктами висування
| Суб'єкт висування | Кількість обраних депутатів | %   |
| ----------------- | --------------------------- | --- |
| Партія регіонів   | 12                          | 100 |

#### За округами
| № округу        | Прізвище, ім'я, по батькові      | Дата визнання обраним | Освіта  | Партійна приналежність | Відомості про обраного депутата                        |
| --------------- | -------------------------------- | --------------------- | ------- | ---------------------- | ------------------------------------------------------ |
| Партія регіонів |                                  |                       |         |                        |                                                        |
| 1               | Тисячна Жанна Володимирівна      | 02.11.2010            | вища    | член Партії регіонів   | Борсуківська сільська рада, секретар                   |
| 2               | Корж Наталя Василівна            | 02.11.2010            | вища    | член Партії регіонів   | Борсуківська загальноосвітня школа, вчитель            |
| 3               | Борбела Тетяна Миколаївна        | 02.11.2010            | середня | член Партії регіонів   | Борсуківський дошкільний навчальний заклад, вихователь |
| 4               | Борбела Ірина Володимирівна      | 02.11.2010            | вища    | член Партії регіонів   | Борсуківський сільський клуб, завідувачка              |
| 5               | Петрішена Любов Василівна        | 02.11.2010            | вища    | член Партії регіонів   | Борсуківська загальноосвітня школа, вчитель            |
| 6               | Стефурак Людмила Василівна       | 02.11.2010            | середня | член Партії регіонів   | Борсуківська сільська рада, землевпорядник             |
| 7               | Ковбасюк Сергій Миколайович      | 02.11.2010            | середня | член Партії регіонів   | ТОВ «Агронива», водій                                  |
| 8               | Драчук Тамара Іванівна           | 02.11.2010            | вища    | член Партії регіонів   | Борсуківський магазин, продавець                       |
| 9               | Подолян Лілія Василівна          | 02.11.2010            | вища    | член Партії регіонів   | тимчасово не працює                                    |
| 10              | Висоцький Олександр Анатолійович | 02.11.2010            | середня | член Партії регіонів   | ТОВ «Агронива», водій                                  |
| 11              | Кіщук Валентина Дмитрівна        | 02.11.2010            | вища    | член Партії регіонів   | Борсуківська сільська бібліотека, бібліотекар          |
| 12              | Приступ Олександра Олександрівна | 02.11.2010            | середня | член Партії регіонів   | Борсуківський дошкільний навчальний заклад, охоронник  |